# 泰加
56°04′N 85°37′E / 56.067°N 85.617°E
泰加（俄语：Тайга）是俄羅斯克麥羅沃州西北部的一個城市，位於克麥羅沃西北118公里。2002年人口24,726人。
位於西伯利亞鐵路和至托木斯克的支線的交界上。1925年設市。